# Atlantic (Pennsylvania)
Atlantic è un census-designated place (CDP) degli Stati Uniti d'America, situato nello stato della Pennsylvania, nella contea di Contea di Crawford.
È il luogo di nascita dello scrittore, vincitore del premio Pulitzer, Maxwell Anderson.